# لوئیس ناتهورست
لوئیس ناتهورست (به سوئدی: Louise Nathhorst) (زادهٔ ۲۸ مه ۱۹۵۵ میلادی) یک سوارکار زن سوئدی دارای مدال المپیک است. وی متولد شهر استکهلم است. او در بازی‌های المپیک تابستانی ۱۹۸۴ لس آنجلس و در رشتهٔ درساژ موفق به دریافت مدال برنز شد.
او در دورهٔ ۱۹۹۷/۹۸ جام جهانی درساژ مقام قهرمانی این رقابتها را بدست آورد.